# Takeshi Abo
Takeshi Abo (阿保 剛, Abo Takeshi, né le 17 janvier 1973) est un compositeur de musique de jeux vidéo japonais. Il a rejoint l'industrie par le biais du développeur StarCraft, Inc. au début des années 1990, travaillant principalement sur des portages de jeux vidéo occidentaux. Au milieu des années 1990, il rejoint KID, puis 5pb. — devenu ensuite Mages Inc. — en décembre 2006 après la faillite de KID.

## Œuvres
- Chaos;Child
- Chaos;Child Love Chu Chu!![2]
- Chaos;Head
- Chaos;Head Love Chu Chu![3]
- Close to ~Inori no Oka~
- Famicom8BIT - momo-i
- FlixMix (version NEC PC-98)
- Gokujyou Seitokai
- Iris ~Irisu~
- King's Bounty (versions NEC PC-98 et FM Towns)
- Mabino x Style
- Megadimension Neptunia VII
- Memories Off
- Memories Off 2nd
- Omoide ni Kawaru Kimi ~Memories Off~
- Memo Off Mix
- Memories Off ~Sorekara~
- Memories Off After Rain
- Memories Off #5 Togireta Film
- Memories Off 6: T-wave
- Might and Magic III: Isles of Terra (version inédite de StarCraft, Inc.)
- Monochrome
- Série Infinity
  - Never 7: The End of Infinity
  - Ever 17: The Out of Infinity
  - Remember 11: The Age of Infinity

- Série Integral
  - 12Riven: The Psi-Climinal of Integral

- My Merry May
- My Merry Maybe
- Occultic;Nine
- Phantom Breaker
- Phantom Breaker: Battle Grounds[4]
- Rhyme Star
- Robotics;Notes
- Robotics;Notes DaSH[5]
- RYU-KOKU
- Separate Hearts
- StarFire
- Steins;Gate
- Steins;Gate 0
- Steins;Gate: Linear Bounded Phenogram
- Steins; Gate: Darling of Loving Vows
- Subete ga F ni Naru
- La série Tentama
- Your Memories Off ~Girl's Style~
- Yume no Tsubasa